# منطقه جوهور بهرو
منطقه جوهور بهرو (به لاتین: Johor Bahru District) یک سکونتگاه مسکونی در مالزی است که در جوهور واقع شده‌است.